# Cereus mirabella
Cereus mirabella  es una especie de planta suculenta perteneciente al género Cereus, dentro de la familia Cactaceae. Es endémica de Brasil.

## Descripción

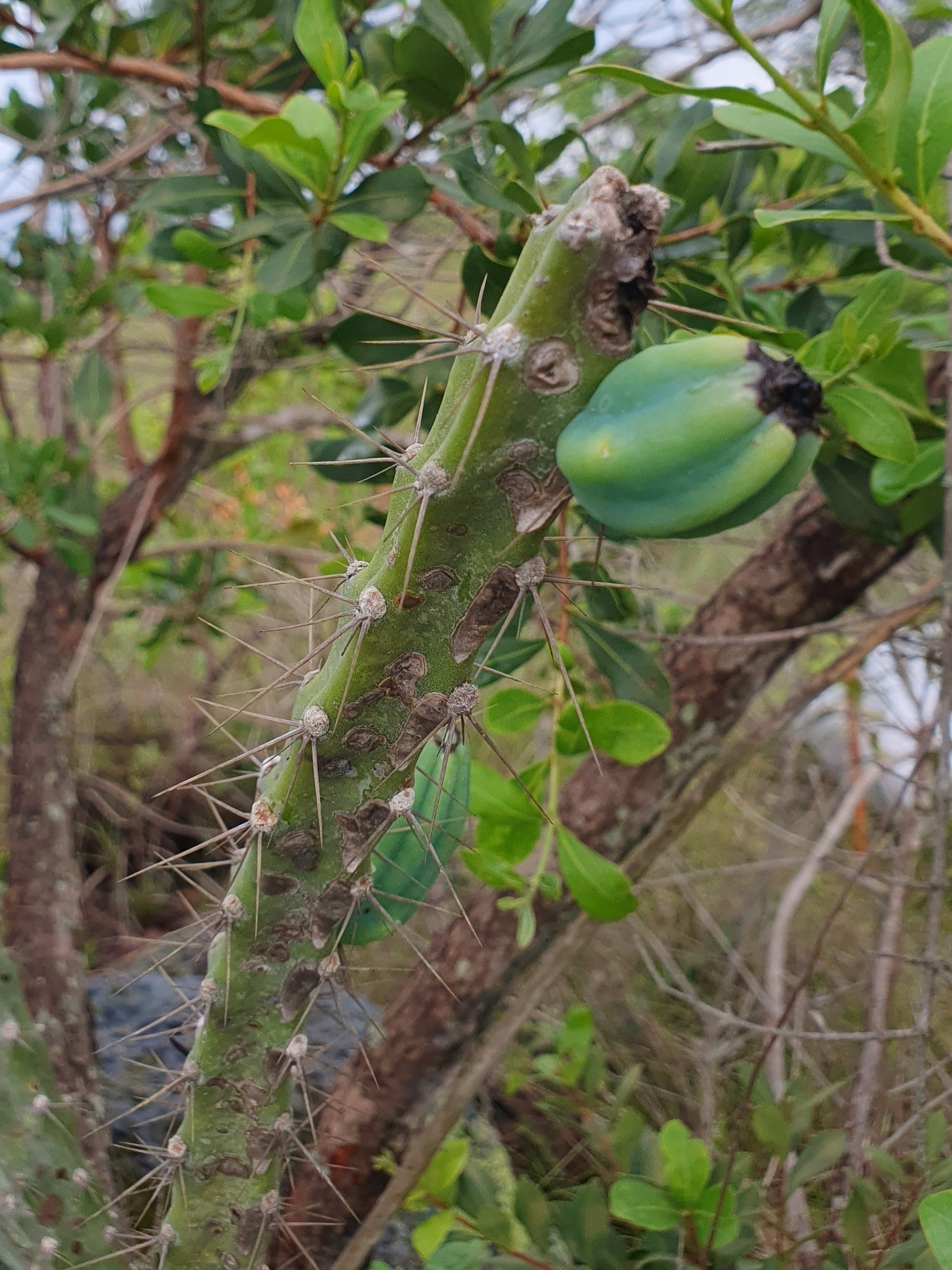
Detalle del fruto

Cereus mirabella es una especie de cactus que crece como un arbusto, con numerosos tallos ramificados de color azul verdoso que luego se vuelven gris verdoso con la edad. Los tallos tienen un diámetro de 2 a 3 cm y presentan de 3 a 5 costillas onduladas que a veces están muy poco pronunciadas. 

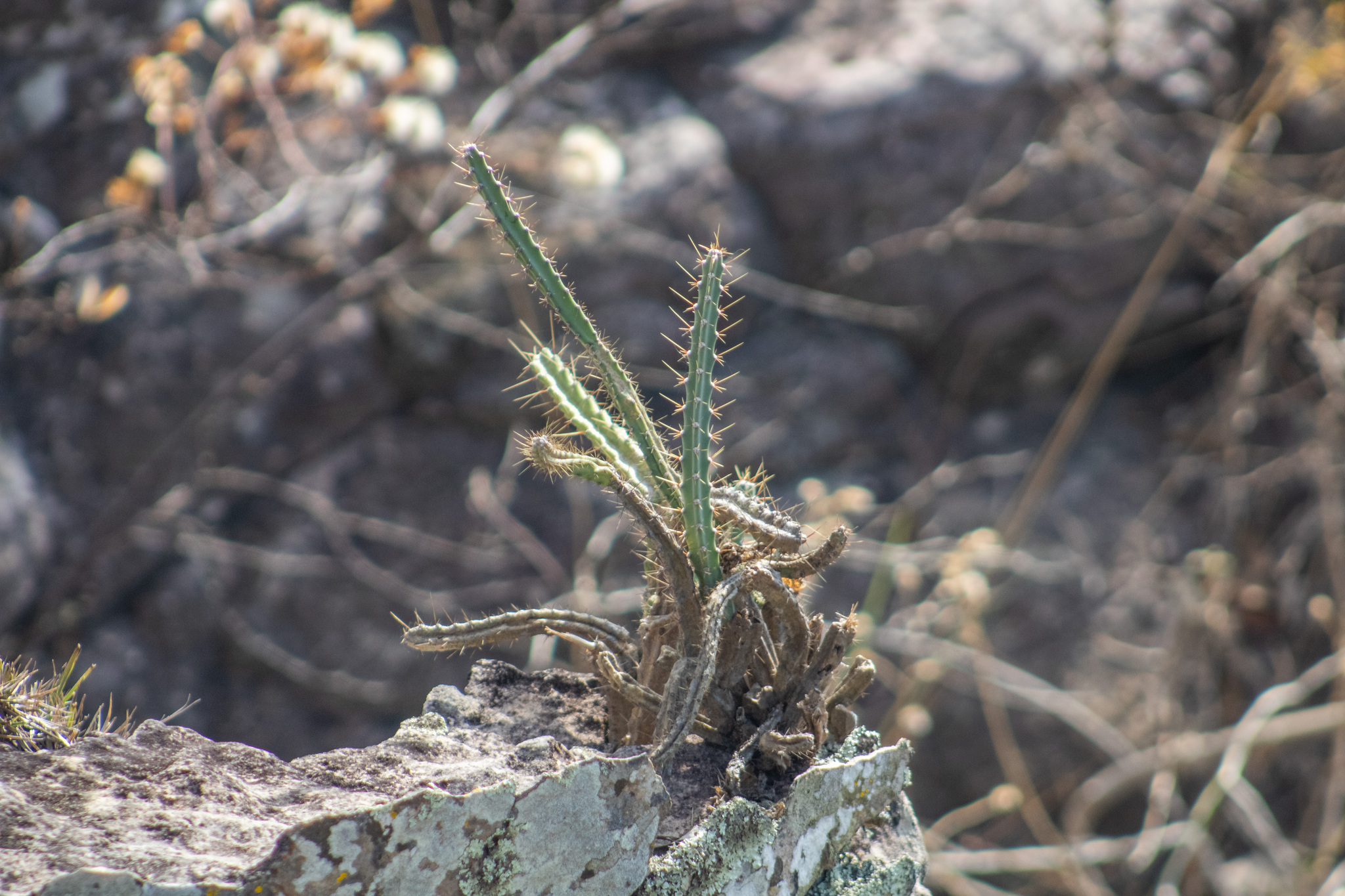
Planta brotando

Las areolas son circulares y están cubiertas de lana de color blanco o marrón. Tienen de 3 a 6 espinas amarillas extendidas y en forma de aguja, con la base de color marrón rojizo. Miden hasta 2,5 cm de largo.
Las flores son de color blanco y miden de 10 a 15 cm de largo. Los frutos son verdosos, con forma de huevo y miden hasta 3,5 cm de largo.

## Distribución y hábitat
El área de distribución nativa de esta especie es Brasil y crece principalmente en el bioma tropical estacionalmente seco, sobre suelo arenoso.

## Taxonomía
La primera descripción de esta especie fue como Mirabella minensis, publicada en 1979 por el botánico alemán Friedrich Ritter en el libro Kakteen Südamerika 1: 111.
Más tarde, el botánico británico Nigel Paul Taylor trasladó la especie al género Cereus, y no pudo llamarse Cereus minensis porque el nombre ya existía (hoy Cipocereus minensis), así que la nombró como Cereus mirabella, Registró estos cambios en la revista ilustrada Bradleya 9: 85, publicada en 1991.
Etimología
- Cereus: nombre genérico que deriva del término latíno cereus (que se traduce como 'vela' o 'cirio'), haciendo alusión a su forma alargada perfectamente recta.[6]
- mirabella: epíteto geográfico que hace referencia al lugar de recolección del holotipo, cerca del pueblo de Mirabela, en el oeste del estado brasileño de Minas Gerais.[7]

## Estado de conservación
En la Lista Roja de Especies Amenazadas de la UICN, la especie está clasificada como “En Peligro (EN)”, debido a la pérdida de hábitat.

## Usos
Se cultiva principalmente como planta ornamental y su propagación se realiza a través de esquejes o semillas. Se debe regar abundantemente de abril a septiembre una vez cada 5-6 días, y durante el invierno es mejor evitar regarlo, como mucho una vez al mes.